# Sergi Pedrerol i Cavallé
Sergi Pedrerol Cavallé (Molins de Rei, 16 de desembre de 1969) és un exjugador de waterpolo català. Actualment és l'entrenador del primer equip masculí del Club Natació Molins de Rei, el qual disputa la Primera Nacional.

## Trajectòria esportiva
Pedrerol començà a practicar el waterpolo al Club Natació Molins de Rei i, posteriorment, ingressà al Club Natació Catalunya.
Amb el CN Catalunya, Pedrerol guanya en set ocasions la Lliga espanyola de waterpolo, els anys 1988, 1989, 1990, 1992, 1993, 1994 i 1998, així com en sis ocasions la Copa del Rei, els anys 1987, 1988, 1990, 1992, 1994 i 1997.
A nivell internacional, Pedrerol guanya amb el Catalunya la Recopa d'Europa de 1992 davant el Unigraf Volturno SC a la final. Així com l'any 1995 la Copa d'Europa enfront el Újpesti TE, refent-se de la final perduda la temporada anterior contra aquest mateix equip hongarès. A més a més, també guanyà les Supercopes d'Europa dels anys 1992 i 1995.
Després de la seva llarga trajectòria al CN Catalunya, Pedrerol fitxa pel Club Natació Sabadell. A les files del CN Sabadell guanya la Copa del Rei de l'any 2005.
Amb la selecció espanyola ha disputat quatre Jocs Olímpics: Barcelona 1992 on fou medalla d'argent, Atlanta 1996 on fou medalla d'or, Sidney 2000 on fou quart i Atenes 2004 on finalitzà sisè. També amb el combinat espanyol ha estat dos cops campió del Món a Perth 1998 i a Fukuoka 2001, així com guanyador dels Jocs del Mediterrani 2001, disputats a Tunis. Amb la selecció espanyola ha disputat més de 460 partits.
Abans de la seva retirada com a jugador, retornà a l'equip de waterpolo del Club Natació Molins de Rei.

## Palmarès

### Clubs
- 1 Copa d'Europa: 1995
- 1 Recopa d'Europa:1992
- 2 Supercopes d'Europa: 1992 i 1995
- 7 Lligues espanyoles: 1988, 1989, 1990, 1992, 1993, 1994 i 1998
- 7 Copes del Rei: 1987, 1988, 1990, 1992, 1994, 1997 i 2005

### Selecció espanyola
- 1 Medalla d'or olímpica: 1996
- 1 Medalla de plata olímpica: 1992
- 2 Campionats del Món: 1998 i 2001
- 1 Jocs Mediterranis: 2001